# 五瓣红山茶
五瓣红山茶（学名：Camellia pentapetala）是山茶科山茶属的植物。分布于中国大陆的四川等地，生长于海拔2,100米的地区，多生长在山地灌丛中，目前尚未由人工引种栽培。